# Gisela Agnes von Rath

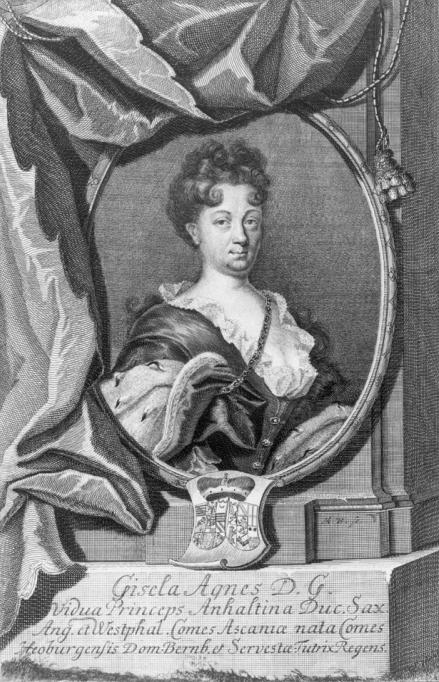
Gisela Agnes von Rath

Gisela Agnes von Rath (* 9. Oktober 1669 in Kleinwülknitz; † 12. März 1740 in Nienburg) war seit 1694 Reichsgräfin von Nienburg sowie seit 1692 durch Heirat Fürstin von Anhalt-Köthen, das sie von 1704 bis 1715 als Vormund für ihren Sohn regierte.

## Leben
Gisela Agnes entstammte einer alten lutherischen Landadelsfamilie. Ihre Eltern waren Balthasar Wilhelm von Rath, Erbherr auf Kleinwülknitz, und Magdalene Dorothee von Wuthenau. Ihr Großvater war Wilhelm von Rath, Kommandeur der Truppen Anhalt-Köthens im Dreißigjährigen Krieg unter Fürst Ludwig I. von Anhalt-Köthen.
Schon als junger Prinz verliebte sich der spätere Fürst Emanuel Lebrecht von Anhalt-Köthen (1671–1704) in Gisela Agnes. Seine Mutter, Fürstin Eleonore, versuchte anfangs, diese unstandesgemäße Beziehung zu verhindern, indem sie Gisela Agnes zu ihrer Schwester nach Stadthagen sandte. Sofort nach Antritt der Regierung brachte Fürst Emanuel Lebrecht sie jedoch zurück und vermählte sich mit ihr „in aller Stille“ am 30. September 1692.
Die heimlich in Wörbzig vollzogene morganatische Trauung des reformierten Fürsten mit einer lutherischen Frau aus niederem Adel löste vehemente Proteste seitens der reformierten Kirche und des Fürstenhauses aus. Erst 1698 erfolgte die offizielle Anerkennung aller männlichen Nachkommen des Ehepaars durch die anhaltischen Fürsten; die kaiserliche Bestätigung folgte 1699. Die gesamte fürstliche, später herzogliche Linie Anhalt-Köthen entstammt dieser „unstandesgemäßen“ Liebesheirat.

## Regierungszeit
Schon zu Lebzeiten hatte ihr Gatte sie zur Regentin in Vormundschaft für ihren Sohn Leopold von Anhalt-Köthen bestimmt. Nach dem Tode Emanuel Lebrechts 1704 übernahm sie daher die Regentschaft des Landes. Sie förderte die Interessen ihrer lutherischen Glaubensgenossen und stiftete Köthens erstes lutherisches Gotteshaus, die St.-Agnus-Kirche (1694–99), der nur wenige Jahre darauf Johann Sebastian Bach angehören sollte. Eine weitere Stiftung der Fürstin war das Adlige Damenstift, später Gisela-Agnes-Stift (1711). Formell noch unter ihrer Regentschaft, doch finanziert durch ihren Sohn Leopold, wurde 1714 eine Hofkapelle gegründet, hauptsächlich aus Mitgliedern der im Vorjahre aufgelösten Berliner Hofkapelle. Erster Kapellmeister war der Opernkomponist Augustin Reinhard Stricker, der drei Jahre später 1717 durch Johann Sebastian Bach abgelöst wurde.

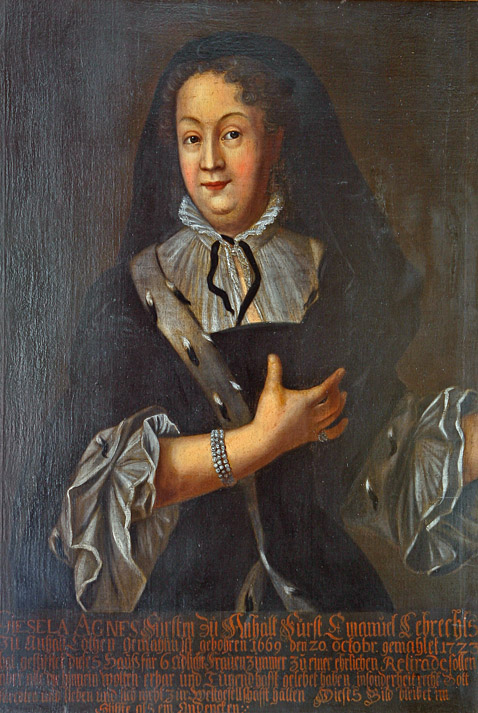
Gisela Agnes (in Witwentracht)

Schon 1694 hatte Kaiser Leopold I. Gisela Agnes in den Reichsgrafenstand als eine geborene Gräfin von Nienburg erhoben, und 1699 überließ ihr Emanuel Lebrecht Stadt, Land und Schloss Nienburg (Saale) als persönlichen Besitz auf Lebzeiten. Mit dem Regierungsantritt ihres Sohnes Leopold im Jahre 1715 zog sie sich deshalb nach Nienburg zurück, wo sie das ehemalige Kloster Nienburg bewohnte. Sie vertrat weiterhin aktiv die Belange ihrer lutherischen Glaubensgenossen gegen den von ihren Söhnen vertretenen reformierten Protestantismus. Auch zu dem Theologen und Erzieher August Hermann Francke nahm sie Beziehungen auf, der sie sogar hier auf ihrem Witwensitz besuchte.
In Nienburg fand am 24. Januar 1716 die Hochzeit ihrer Tochter Eleonore Wilhelmine mit Herzog Ernst August I. von Sachsen-Weimar statt. Man vermutet, dass Leopold bei dieser Gelegenheit erstmals Bach kennenlernte.
Gisela Agnes verstarb in Nienburg am 12. März 1740 und wurde in der Fürstengruft der Köthener St.-Jakobs-Kirche beigesetzt. Ihr riesiges Stifterporträt von Antoine Pesne (1713) schmückt noch heute die St.-Agnus-Kirche in Köthen.

## Fiktion
- Friedrich Heine: Gisela Agnes, ein kulturhistorischer Roman.  Cöthen: Schettler 1909.